# Basile et Melba

Basile et Melba est une série de bande dessinée humoristique de Mathilde Domecq. Créée dans Tchô ! en 2006, elle a fait l'objet de trois albums publiés par Glénat entre 2008 et 2010.
Basile et Melba met en scène deux enfants que tout opposent : Basile, bon élève issu d'un milieu fortuné, de l'autre Melba, cancre venant d'un milieu modeste. Malgré tout, les deux sont les meilleurs amis du monde. Cependant si les contraires s'attirent, ils font également des étincelles.

## Personnages
- Basile est un des deux héros. Fils unique d'une riche famille, Basile ne communique avec ses parents que par téléphone ou par mail. Très bon élève, il fait les devoirs de Melba. Malgré leurs différences sociales, il ne se montre jamais snob envers elle (ni même envers qui que ce soit.) Basile est cultivé, poli, toujours bien habillé et coiffé, et aime la musique classique. Malheureusement, il est naïf et souvent dépassé par les événements, ce qui lui vaut de se faire souvent embarquer dans les idées folles de Melba. Il est d'ailleurs l'imprésario de son groupe. D'abord dessiné avec une abondante chevelure, il se retrouve grâce à Melba avec une coiffure Punk (ce qui lui vaudra des ennuis), puis obtient une coupe très courte mais distinguée. Bien que peu téméraire, il lui arrive de se montrer courageux, si besoin est.

- Melba (appelée Loula dans ses premières apparitions) est une des deux héros. Fille d'une famille nombreuse et financièrement modeste, Melba agit généralement en tant que cerveau familial. Cancre et dernière de la classe, elle abuse de la gentillesse de Basile pour faire ses devoirs, ou s'inviter avec ses frères chez lui. Melba est un vrai garçon manqué, hyperactive, et se lave une fois sur deux. Elle est également fan de hard rock, et a d'ailleurs monté avec ses grands frères un groupe, les chaussettes moisies. Bien qu'assez égoïste et malhonnête, elle aide toujours sa famille, et trouve souvent des solutions aux problèmes qu'elle provoque.

- Ben et Max sont les grands frères de Melba. Vrais jumeaux, Ben porte cependant dans le tome 1, un appareil dentaire. Ils sont chargés par Melba de protéger Basile, en échange des devoirs recopiés. Peu futés, Ben et Max passent la plupart de leur temps à se battre, ou à suivre les plans de leur jeune sœur. L'on apprend dans le tome 2, que c'est Ben qui a choisi le prénom de Melba.

- Lily est la petite amie de Basile. Elle est plutôt gentille et adorable, mais pour une raison inconnue Melba ne l'aime pas. De même, Lily n'apprécie pas l'amitié de son petit ami avec elle.

- Bing Quing est la gouvernante chinoise de Basile. Malgré son grand âge, elle est très compétente et rapide, et se charge principalement de laver, coiffer et soigner son jeune maître. Elle ne parle qu'en chinois.

- Mu est un étrange petit personnage vert que reçoit par colis Basile, à la fin du tome 1. Véritable énigme vivante, on en sait peu sur lui. Plutôt amical, il est cependant assez actif et bruyant. On ignore quels sont son alimentation, son vrai nom (il a été appelé Mu en rapport, à son cri), et surtout ses origines. Dans le tome 2, il rencontre Lily, puis Melba et ses frères.

- Tim, Pat, et Quenelle sont les triplés, frères de Melba, naissant dans le tome 2. Ce sont également Ben et Max qui ont choisi leurs prénoms. Malgré son prénom, Quenelle est un garçon. À la fin du tome 2, il est enlevé par Lily, qui l'a prise pour le Mu, mais le rendra à Melba dans le tome 3. Il a des gaz qui font faire un malaise à la « grand mamou » de Lily.

- Sophie et Coralie sont les meilleures amies de Lily. Elles sont respectivement amoureuses de Ben et Max.

- Nicolas est le chauffeur de Basile. Il conduit aussi bien les limousines que les voitures de courses.

## Albums
1. Printemps, juin 2008  (ISBN 978-2-7234-6221-1).
2. Été, juin 2009  (ISBN 978-2-7234-6757-5).
3. Automne, juin 2010  (ISBN 978-2-7234-7666-9).